# Piaggio P.148

Un P.148 dell'Aeronautica Militare all'aeroporto di Venezia-Lido nel 1966.

Il Piaggio P.148 era un monomotore da addestramento basico ad ala bassa ad uso militare prodotto dall'azienda italiana Piaggio Aero negli anni cinquanta ed impiegato principalmente nelle scuole di volo per la formazione dei piloti dell'Aeronautica Militare.

## Storia

### Sviluppo
Nei primi anni cinquanta la Piaggio Aero acquistò i diritti per la produzione e la modifica dell'addestratore olandese Fokker S-11 con l'intenzione di partecipare alle richieste di velivoli dedicati all'addestramento da parte del mercato aeronautico civile e militare che necessitava di una evoluzione dal materiale surplus, principalmente statunitense, prodotto durante la seconda guerra mondiale.
La Piaggio non si limitò a riprodurlo ma intraprese una riprogettazione del velivolo olandese affidandola all'ingegner Giovanni Casiraghi. Il risultato fu il P.148, un aereo leggero, interamente metallico ad ala bassa e carrello fisso triciclo posteriore, destinato al ruolo di addestratore di primo periodo, e cioè per volo a vista, volo strumentale, volo acrobatico, volo notturno. Date le sue dimensioni fu soprannominato "Piaggino".
Il prototipo venne portato in volo per la prima volta dal comandante Aldo Gasperi il 12 febbraio 1951 dalla pista di Villanova d'Albenga. Dopo le prove iniziali ed il periodo di affinamento del velivolo venne deliberata la produzione in serie che iniziò nello stesso anno.
Complessivamente furono costruiti circa 100 esemplari, di cui 70 acquistati dall'Aeronautica Militare Italiana per l'addestramento (scuole di Lecce, Latina, Alghero e Rieti), il collegamento e il rimorchio di alianti.

### Impiego operativo

#### Italia
Pur essendo il P.148 un aeroplano metallico per scuola di pilotaggio di primo periodo e cioè per volo a vista, strumentale, acrobatico, notturno, in pattuglia, a doppio comando o con allievo solo a bordo, l'Aeronautica Militare ha dapprima adoperato il P.148 solo per collegamenti e come rimorchiatore di aliante.
Dal dicembre 1965 fino al 1975 il P.148 è stato impiegato nei Corsi di Cultura Aeronautica per i voli dimostrativi del pilotaggio che costituivano il completamento pratico delle lezioni teoriche svolte in aula. Tali corsi di cultura aeronautica erano destinati ai giovani dai 16 ai 19 anni ed erano tenuti presso l'aeroporto di Gorizia, di Guidonia e quello di Viterbo. 
Dal 1970 al 1976 è stato utilizzato presso la scuola di Latina per la selezione al pilotaggio degli allievi dell'Aeronautica Militare ruolo naviganti.

## Descrizione tecnica
Caratteristica dell'aereo era la capottina in plexiglas, che permetteva una visibilità notevole. La fusoliera era monoscocca a sezione circolare. Il rivestimento metallico era interamente rivettato, le semiali erano connesse alla fusoliera con due punti di attacco e rinforzate nei punti di ancoraggio del carrello (che era fisso) e le ali erano facilmente smontabili per necessità di trasporto.
Il P.148 utilizzava un motore Lycoming O-435 a 6 cilindri contrapposti e raffreddamento ad aria, da 190 hp (192 kW), ed un'elica bipala metallica Piaggio a passo variabile del diametro di 2,20 m.

## Parametri di volo
Dati tratti dal manuale di volo (Corso teorico-pratico di Cultura Aeronautica- 1968).
Velocità massima orizzontale circa nodi 120;
Velocità massima in picchiata circa nodi 185;
Velocità ottima in salita = 65 nodi;
Velocità minima con flap = 45 nodi;
Velocità minima senza flap = 50 nodi;
Velocità volo librato senza flap = 70 nodi;
Velocità volo librato con tutto flap = 60 nodi;
Spazio di decollo (senza vento) metri 204;
Spazio di atterraggio (con freni) metri 86;
Autonomia chilometrica alla quota di 700 metri e nodi 100 = 856 km;
Stallo con tutto flap = 40 nodi;
Stallo senza flap = 49 nodi;
Numero di giri per la salita: 2300;
Numero di giri per il volo orizzontale: 2200;

## Esemplari attualmente esistenti
Pur nella sua modesta produzione numerica, sono diversi gli esemplari ancora esistenti esposti presso strutture militari o musei aeronautici sia pubblici che privati.
L'esemplare in mostra al Museo Piaggio Giovanni Alberto Agnelli di Pontedera (n. matricola MM 53562) porta le insegne della "SAP - Scuola Addestramento Plurimotori" con sede presso l'aeroporto di Latina (1955-1961), che dal 1985 ha assunto la denominazione di 70º Stormo.
L'esemplare esposto al Museo dell'aviazione di Rimini conserva l'accesa colorazione arancione antimimetica tipica dei velivoli da addestramento dell'Aeronautica Militare

## Utilizzatori
Italia
- Aeronautica Militare

 Somalia
- Somali Air Corps

## Velivoli comparabili
Canada
- de Havilland Canada DHC-1 Chipmunk

 Italia
- Macchi M.416; (S-11 prodotto su licenza)

 Paesi Bassi
- Fokker S-11 Instructor;

 Svezia
- Saab 91 Safir;